# Дама са лепезом
Дама са лепезом (нем. Dame mit Fächer) је последњи портрет који је насликао Густав Климт. Ненаручена слика настала 1917. године и приказује неидентификовану жену. Налазила се на штафелају у његовом атељеу када је Климт умро 1918. године. Као и многа Климтова касна дела, она је настала под азијским утицајем  и садржи многе кинеске мотиве.
У јуну 2023. године, слика је продата на аукцији у Сотебију у Лондону за 85,3 милиона фунти (108,4 милиона долара, 99,2 милиона евра), што је највећа цена икада постигнута за једно уметничко дело у Европи.
Купила ју је трговац уметнинама Пати Вонг у име колекционара из Хонг Конга.

## Опис
Квадратна слика приказује жену са кестењастим увојцима на жутој позадини са оријенталним мотивима. Док гледа у даљину налево, њен свилени огртач с узорком спада јој са рамена, а у руци држи лепезу која јој скрива недра.
Кинески мотиви у позадини су велики летећи феникс као симбол бесмртности, поновног рођења и среће, и јарко ружичасти цветови лотоса који асоцирају на љубав и непроменљиву лепоту. Ту су и дугоноги ждрал и златни фазан. Равне позадинске шара подсећају на јапанске укијо-е дрвене отиске, док боје имитирају хром жуту, кобалт плаву и црвени окер емајлираног кинеског порцелана.
Идентитет даме је непознат, уз спекулације да би модел могла бити или Јохана Стауде, или Климтова животна сапутница Емили Флоге, или једна од његових омиљених плесачица. Према бечком музеју Белведере, слика је била изложена под називом Плесачица (Tänzerin) убрзо након што је настала, што сугерише да је модел можда ипак била плесачица.
Дама са лепезом има сличности са Климтовим портретом Воли (Wally), насликаним 1916. године, на коме је модел са откривеним левим раменом. На слици Девојке или Две пријатељице (1916–1917), Климт је такође сликао позадину са оријенталним мотивима укључујући великог феникса. Обе слике су уништене 1945. током пожара у замку Имендорф.
За разлику од ранијих Климтових дела, Даму са лепезом карактеришу слободнији и брже изведени потези киста. Док су неки историчари уметности сугерисали да је дело било „недовршено”, истичући мале делове голог платна, као што је место где се надлактица модела сусреће са њеним огртачем, уметничка критичарка Кели Гровијер тврди да су „флукс и фрагментација” оно што сликама даје његову моћ, закључујући да је „њихова недовршеност је оно што је употпуњује.”

## Власници
Дама са лепезом је још увек била на штафелају у Климтовом студију, заједно са његовим недовршеним делом Невеста, када је доживео мождани удар и на крају умро почетком 1918. године.
После његове смрти у фебруару 1918. године, слику је била изложена у галерији Густава Небехаја у Бечу.
Купио ју је, 1920. године, индустријалац Ервин Белер, који је био Климтов мецена и пријатељ. Потом је слика је прешла у власништво Белеровог брата Хајнриха, а 1940. године наследила је Хајнрихова супруга Мабел Белер из Лугана у  Швајцарској.
Рудолф Леополд из Беча је био власник слике од 1963. до 1981. године, а затим колекционар и трговац уметнинама Сеге Сабарски из Њујорка.
Амерички колекционар и предузетник Вендел Чери купио је дело од Сабарског 1988. године. Слику је 11. маја 1994. продао Сотеби за 11,6 милиона долара као део аукције Черијеве колекције. Следећа продаја, поново у Сотебију, 27. јуна 2023. године,  поставила је аукцијски рекорд за дело Густава Климта и била је највиша цена плаћена за уметничко дело на јавној продаји у Европи.

## Изложбе
Портрет је јавно излаган само четири пута: 1920. године у бечкој галерији (Vienna Kunstschau); 1981. године као део изложбе Густава Климта у музејима и галеријама у Токију, Осаки, Ивакију и Јаманашију; 1992. године  Међународном културном центру у Кракову; и од 2021. до 2022. у дворцу Белведере у Бечу.